# ラブコネクター 恋愛工作人
『ラブコネクター 恋愛工作人』は、2009年にBeeTVで配信された恋愛ドラマ。
かんと三城真一、主演は速水もこみち。主題歌は初音 feat.KEN THE 390「アカイ糸」

## キャスト
- 速水もこみち
- 加藤ローサ
- 市川由衣
- 坂下千里子
- 佐藤めぐみ
- 高杉瑞穂
- 櫻庭博道
- 須田邦裕
- 柴崎蛾王
- 中丸新将
- デビット伊東
- 柳沢慎吾
- 小沢真珠
- 鶴見辰吾

## スタッフ
- 脚本:栗本志津香
- 演出:三城真一
- プロデューサー:内部健太郎、三城真一、前田利洋
- 主題歌:初音 feat.KEN THE 390「アカイ糸」(avex trax)
- 制作:ドリマックス・テレビジョン
- 製作・著作:BeeTV

## エピソード
1. 恋のミツバチ
2. バンダナの依頼人
3. 電話番号ゲット作戦
4. 携帯電話の使い方
5. How to 尾行
6. 恋愛工作の下準備
7. 作戦開始
8. 自転車のヒーロー
9. 鼻血男の微笑
10. 必然の運命
11. 『幸せ』オーラ
12. 始まりかけた恋
13. 好きだからこそ
14. 乗り越えた先に
15. 高嶺の花
16. 男たちに微笑む女
17. 愛を知らぬひと
18. 騒がしき予感
19. 慕しき人との対面
20. 動き出す気持ち
21. 心の中の惚れた人
22. 痛い想い
23. 悩みの先にあるもの
24. 望まない決着
25. 素直な想いを伝えて(最終回)